# Limbonic Art
A Limbonic Art egy 1993-ban alakult black metal zenekar Norvégiából.

## Tagok

### Jelenlegi
- Daemon - ének, gitár, basszus (1993-2003, 2006-2009), minden (2009-től)

### Korábbi
- Erlend Hole – basszus (1993)
- Roger Jacobsen (R.I.P. 2002) – dobok (1993)
- Roy A. Sørlie (R.I.P. 1999) – gitárok (1993)
- Morfeus – gitárok (1993-2003, 2006-2009)
- Per Eriksen – dobok (1995-1996)

## Kiadványok

### Nagylemezek
- Moon in the Scorpio (1996)
- In Abhorrence Dementia (1997)
- Epitome of Illusions (1998)
- Ad Noctum – Dynasty of Death (1999)
- The Ultimate Death Worship (2002)
- Legacy of Evil (2007)
- Phantasmagoria (2010)
- Spectre Abysm (2017)